# Lammassaari (ö i Birkaland, Övre Birkaland, lat 62,24, long 23,83)
Lammassaari är en ö i Finland. Den ligger i sjön Siekkisjärvi och i kommunen Virdois i den ekonomiska regionen  Övre Birkalands ekonomiska region  och landskapet Birkaland, i den sydvästra delen av landet, 240 km norr om huvudstaden Helsingfors. Öns area är 1,4 hektar och dess största längd är 200 meter i nord-sydlig riktning.